# Thalictrum altaicum
Thalictrum altaicum là một loài thực vật có hoa trong họ Mao lương. Loài này được Serg. miêu tả khoa học đầu tiên.